# Meemann Chang
Meemann Chang, en chino 张弥曼, (Nankin, 17 de abril de 1936) es una paleontóloga china especialista de los vertebrados. Trabaja en el Instituto de Paleontología y Paleoantropología de Vertebrados de Pekín. Estudió Biología en la Universidad Estatal de Moscú y defendió su tesis en la Universidad de Estocolmo. 
En 1983, se convirtió en la primera mujer directora del Instituto de Paleontología y Paleoantropología de Vertebrados. En 1991, fue nombrada miembro de la Academia China de las Ciencias. En 2018, recibió el Premio L'Oréal-UNESCO a Mujeres en Ciencia "por sus trabajos precursores sobre los fósiles, que han arrojado luz sobre cómo los vertebrados acuáticos se adaptaron para vivir sobre la tierra en firme". Sus investigaciones tratan principalmente sobre fósiles encontrados en la meseta tibetana y sobre los peces sarcopterigios (sarcopterygii).
Las especies nombradas en su honor incluyen los peces sarcopterigios fósiles Meemannia, el dinosaurio terópodo troodóntido Sinovenator changii, y el ave extinta Archaeornithura meemannae. Asimismo, en placodermos antiarcos primitivos (antiarchi) como Yunnanolepis, aparece el llamado “aparato de Chang” también como homenaje a esta autora. 
Algunos géneros extinguidos descritos por la paleontóloga incluyen el pez osteogloso Paralycoptera, el dipnoo Diabolepis y el pez crosopterigio 'Youngolepis'.